# Odal Ottelin
Odal Ottelin, född den 8 maj 1868 i Gamlakarleby, Finland, död den 26 november 1950 i Bromma, var en svensk språkman.

## Biografi
Föräldrar var borgmästaren Albert Ferdinand Ottelin; och Helena Vilhelmina Gellerstedt. Ottelin tog studentexamen i Härnösand 1886 och blev filosofie kandidat vid Uppsala universitet 1889, filosofie licentiat 1898, filosofie doktor 1901 och docent i nordiska språk där 1901–1904. Han utnämndes sistnämnda år till lektor i modersmålet och svensk litteraturhistoria vid Högre lärarinneseminariet i Stockholm, där han stannade till sin pensionering 1933. Åren 1906–1939 var han ledamot av Folkbildningsförbundets överstyrelse.
Ottelin författade bland annat Studier över Codex Bureanus (1900–1905), Utkast till svensk uttalslära (1903), Bortom sorlet
(1904), Det offentliga talandets konst (1913), Den folkliga föreläsningen (2 häften, 1918), I bildningsarbetets tjänst (1933), Hur blir man talare? (1939), Gestalter och verk ur musikens värld (1939) samt språkvetenskapliga och pedagogiska uppsatser.
Odal Ottelin var bror till Hildur Ottelin. De är begravda på Uppsala gamla kyrkogård.